# Вильябона, Давид
Давид Вильябона (исп. David Villabona; род. 5 декабря 1969, Ирун, Страна Басков) — испанский футболист, игравший на позиции защитника. Выступал, в частности, за клубы «Реал Сосьедад» и «Расинг», а также сборную Страны Басков. В составе сборной Испании — олимпийский чемпион.

## Клубная карьера
Воспитанник клуба «Реал Сосьедад». Дебютировал за эту команду в Ла Лиге 6 июня 1987 года, в матче против «Мурсии» (0:2), впрочем основным игроком не стал и первые годы выступал в основном за резервную команду «Реал Сосьедад Б». В основной команде из Сан-Себастьяна закрепился в сезоне 1989/90 годов, сыграв 35 игр чемпионата.
В течение 1990—1993 годов защищал цвета клуба «Атлетик Бильбао», где в первых двух сезонах был основным игроком, но с 1992 года потерял место в основе, проиграв конкуренцию молодому воспитаннику басков Юлену Герреро.
В январе 1994 года Вильябона перешёл в «Расинг», за который отыграл 7 сезонов. Завершил профессиональную карьеру футболиста выступлениями за команду «Расинг» (Сантандер) в 2000 году. Всего в Примере Давид сыграл 221 матч и забил 13 голов.

## Выступления за сборные
В 1987 году дебютировал в составе юношеской сборной Испании (U-17), на юношеском уровне принял участие в 9 играх, отметившись одним забитым голом. Со сборной Испании (U-20) был участником молодежного чемпионата мира 1989 года в Саудовской Аравии, где сыграл во всех трёх матчах и забил гол в игре с Аргентиной (2:1), однако команда не вышла из группы.
В течение 1990—1992 годов привлекался в состав молодежной сборной Испании. На молодёжном уровне сыграл в 10 официальных матчах, забил 1 гол.
В составе олимпийской сборной Испании участвовал в домашних Олимпийских играх 1992 года, на которых завоевал золотые медали, сыграв в двух матчах группового этапа.
В 1990 году привлекался к составу неофициальной сборной Страны Басков на товарищескую игру против сборной Румынии (2:2).

## Титулы и достижения
«Реал Сосьедад»
- Обладатель Кубка Испании (1): 1986/1987

Испания
- Олимпийский чемпион (1): 1992